# کونستوم
کونستوم (به لاتین: Consthum) یک منطقهٔ مسکونی در لوکزامبورگ است که در پارک هوزینگن واقع شده‌است.